# Amortage
Amortage (estilizado en mayúsculas) es el primer EP de la cantante surcoreana Jisoo. Fue lanzado el 14 de febrero de 2025, a través de su sello Blissoo y la compañía discográfica Warner Records.
Este es su primer lanzamiento en solitario desde que finalizó su contrato como solista con YG Entertainment e Interscope Records en 2023. El EP consta de cuatro temas, incluido el sencillo principal «Earthquake».

## Antecedentes
Tras la conclusión de la gira de Blackpink, Born Pink World Tour en 2023, Jisoo anunció su primer EP fuera de YG Entertainment para realizar actividades en solitario y establecer su propio sello llamado Blissoo en febrero de 2024.
En julio, Jisoo reveló a través de su cuenta en la aplicación Bubble que tenía la intención de trabajar en más proyectos después de que concluyera la filmación de sus papeles como actriz, y compartió: "Después de que termine la filmación, trabajaré duro para prepararme para poder encontrarme con Blink nuevamente pronto".
En octubre, adelantó varias canciones que lanzaría como solista, así como el próximo regreso de Blackpink en 2025 en la misma plataforma.
Durante una transmisión en vivo en diciembre, confirmó que los preparativos de su álbum estaban casi terminados y reveló que tendría más canciones que su álbum sencillo debut Me (2023), que se compuso de dos pistas.
El 28 de enero de 2025, Jisoo anunció que había firmado un contrato de sello global con Warner Records para su música en solitario.

## Composición
Descrito como su "trabajo en solitario más completo hasta el momento", se dice que Amortage marca el "renacimiento de la superestrella mundial".
El título del mini álbum es una combinación de las palabras «amor», y «montage», la palabra en inglés que se traduce como "montaje", que reflejan los temas del disco de "las etapas emocionales del amor y los momentos decisivos de una relación".
Jisoo coescribió las cuatro canciones del EP junto a Jordan Roman y varios colaboradores, mientras que Blissoo y The Wavys produjeron todas las canciones.

## Promoción y lanzamiento
El 13 de enero de 2025, Jisoo comenzó a adelantar un proyecto misterioso con un video publicado en sus cuentas de redes sociales. En el clip de seis segundos, se muestra una aguja de detector de mentiras rayando patrones de longitud de onda en papel cuadriculado, seguido de una pantalla final con la fecha del 14 de febrero. 
El 26 de enero, confirmó que su primer EP se lanzaría el día de San Valentín. La revelación estuvo acompañada de un cronograma de lanzamiento previo al lanzamiento del EP.
Tras el anuncio de su firma con Warner Records el 28 de enero, se confirmó que Amortage sería lanzado a través del sello. El póster del título del álbum fue lanzado el 31 de enero y dos portadas para las versiones púrpura y negra el 1 y 2 de febrero, después de lo cual los pedidos anticipados para el álbum se abrieron el 3 de febrero.
El 4 de febrero, Jisoo reveló la lista de canciones del EP y que contaría con la extensión de cuatro canciones y el póster del título de su sencillo principal «Earthquake».
Se anunció que Jisoo llevaría a cabo una gira de reuniones con fans llamada 'Lights, Love, Action!', que abarcará siete ciudades de Asia para promocionar el EP.

## Lista de canciones
| Lista de canciones de Amortage |                 |                                                                            |                     |          |  |
| N.º                            | Título          | Escritor(es)                                                               | Productor(es)       | Duración |  |
| 1.                             | «Earthquake»    | Jisoo, Jack Brady, Jordan Roman, Sarah Troy y Sara Boe                     | Blissoo y The Wavys | 3:10     |  |
| 2.                             | «Your Love»     | Jisoo, Jack Brady, Jordan Roman, Violet Skies, Lilian Caputo y Jenna Raine | Blissoo y The Wavys | 2:53     |  |
| 3.                             | «Tears»         | Jisoo, Jack Brady, Jordan Roman, Kristin Carpenter y Sophie Simmons        | Blissoo y The Wavys | 3:02     |  |
| 4.                             | «Hugs & Kisses» | Jisoo, Jack Brady, Jordan Roman, Austin Wolfe y Chloe Copoloff             | Blissoo y The Wavys | 3:09     |  |
| 12:14                          |                 |                                                                            |                     |          |  |

## Posicionamiento en listas
| Lista (2025)           | Mejor posición |
| ---------------------- | -------------- |
| Corea del Sur (Circle) | 1              |

## Historial de lanzamiento
| Región         | Fecha                 | Formato                    | Agencia        | Ref.   |
| -------------- | --------------------- | -------------------------- | -------------- | ------ |
| Varios         | 14 de febrero de 2025 | Descarga digital streaming | Blissoo Warner | [ 16 ] |
| Corea del Sur  | 14 de febrero de 2025 | CD Kit NFC                 | Blissoo Warner | [ 17 ] |
| Estados Unidos | 14 de marzo de 2025   | CD Kit NFC                 | Blissoo Warner | [ 18 ] |
| Canadá         | 14 de marzo de 2025   | CD Kit NFC                 | Blissoo Warner | [ 19 ] |
| Europa         | 14 de marzo de 2025   | CD Kit NFC                 | Blissoo Warner | [ 20 ] |